# Mark Spoon
Mark Spoon, noto anche come Spacey Trancer e Storm, pseudonimo di Markus Löffel (Francoforte sul Meno, 27 novembre 1966 – Berlino, 11 gennaio 2006), è stato un disc jockey tedesco, membro del gruppo musicale Jam & Spoon per quindici anni (1991-2006), partecipò più volte ai festival LoveParade fra la fine degli anni '90 e i primi anni Duemila.

## Biografia
Nato a Francoforte nel 1966, Markus Löffel tradusse il suo nome per diventare Mark Spoon quando decise di integrare le sue entrate di cuoco. 
Incominciò a fare il disc jockey già a metà degli anni Ottanta. Così, all'inizio degli anni Novanta, la sua fama crescente nel panorama "dance" tedesco gli aveva procurato l'incarico discografico di responsabile A&R alla Logic Records, l'etichetta discografica fondata da Michael Münzing e Luca Anzilotti che aveva lanciato il gruppo degli Snap!. Nel 1991 fu Spoon a scoprire Alban Nwapa, uno studente nigeriano in odontoiatria che si era fatto notare con lo pseudonimo Dottor Alban rappando in Svezia e di lì a poco fece il giro del mondo con il brano "It's My Life" l'anno dopo.
A quell'epoca Spoon aveva già collaborato con il chitarrista di formazione classica, diventato anche produttore, Rolf Ellmer, che lavorava con il nome di Jam El Mar. La coppia aveva remixato "The Age of Love" di Bruno Sanchioni e Giuseppe Chierchia (considerato il primo vero esempio di musica Trance); il successo "Go" di Moby e una ristampa del noto "Relax" dei Frankie Goes to Hollywood. Dopo l'esordio con Breaks Unit 1 come Jam & Spoon, i due tedeschi pubblicarono nel 1992 il proprio EP, "Tales from a Danceographic Ocean", titolo che fa una citazione acuta in riferimento a Tales from Topographic Oceans, il tanto contestato album del gruppo musicale Yes risalente al lontano 1973. Stella fu un riempipista nella discomani, 
Nel 1993, il duo Jam & Spoon ha segnato un successo in tutta Europa con "Right in the Night (Fall in Love with Music)", in collaborazione con la cantante Plavka, una melodia così contagiosa che fu incisa due volte in Gran Bretagna e divenne fra le canzoni eurodance più richieste nei club. 
Meno noto è che Ellmer e Löffel produssero musica anche con i nomi di "Tokyo Ghetto Pussy" e "Storm": vari brani come "Everybody on the Floor (Pump It)" (1995), "Time To Burn" e "Stormanimal" (2000).
Per tutti gli anni 90, assieme a Jam, non si interrompe l'idea delle rielaborazioni e arrangiamenti dando la loro impronta a singoli già editi dei Technotronic, Deep Forest, Enigma, Pet Shop Boys, New Order, Queen, Simple Minds, Stereo MCs, Mike Oldfield per citarne alcuni.
Nonostante il declino della musica dance, Ellmer e Löffel tornarono con il progetto Jam & Spoon pubblicando il singolo "Be Angeled" e l'album Tripomatic Fairytales 3003 nel 2003.

## Le origini della Trance
All'inizio degli anni Settanta, gruppi tedeschi come Tangerine Dream e Kraftwerk e il produttore italiano Giorgio Moroder furono i pionieri di vari sottogeneri della musica elettronica, come l'ambient, il Synth pop e la Disco music, che influenzarono le due generazioni successive di compositori di colonne sonore e artisti rap e dance intorno al mondo.
Venti anni dopo, il duo tedesco Jam & Spoon (rispettivamente Rolf Ellmer e Markus Löffel) rinnovò quelle sonorità europee attingendo alla musica house di Chicago e alla techno di Detroit statunitensi - due generi fortemente influenzati sia dai Kraftwerk che da Moroder -, creando un ibrido dolce chiamato trance accanto al flamenco dagli effetti altrettanto ipnotici.

### Altre attività
Nel 1990 una sua fotografia illustrò la copertina dell'album World Power degli Snap!.
Nel 1994 fu intervistato nel programma televisivo tedesco "24 Stunden" per Sat.1 sul tema Aufgedreht - Abgetanzt Disco-Kult in Frankfurt.
Dal 1997 al 2001 partecipa alle LoveParade per cinque edizioni consecutive, trasmesso in diretta per ore da VIVA, il canale televisivo musicale tedesco, con sede a Berlino.
Dal 1999 fu presente al festival olandese Trance Energy.